# قطعنامه ۱۴۴۳ شورای امنیت
قطعنامه  ۱۴۴۳ شورای امنیت سازمان ملل متحد که در تاریخ ۲۵ نوامبر ۲۰۰۲ تصویب شد، سندی بین‌المللی دربارهٔ بررسی وضعیت میان عراق و کویت است. این قطعنامه طی نشست ۴۶۵۰ام با ۱۵ رای موافق، ۰ مخالف و ۰ ممتنع تصویب شد.